# Ina Fried
Pour les articles homonymes, voir Fried.
Ina Fried, née  le 17 décembre 1974, est une journaliste américaine pour Axios. Avant cela, elle était rédactrice en chef pour All Things Digital, rédactrice principale pour News.com de CNET Network et a travaillé pour Re/code,. Elle commente fréquemment l'actualité technologique sur la radio publique nationale des États-Unis, sur les informations télévisées locales et pour d'autres médias imprimés et audiovisuels.

## Jeunesse
Petite, Ina Fried est enfant-actrice, surtout connue pour avoir joué le rôle du fils de Rocky, Rocky Jr., dans le film Rocky III. Elle prête aussi sa voix au personnage de Timothy dans le film de 1982 The Secret of NIMH. Après cela, elle est principalement apparue dans des rôles secondaires dans diverses séries télévisées, notamment Cagney et Lacey, Silver Spoons, V, Alice, Diff'rent Strokes, Newhart, The Wonder Years et un rôle récurrent dans St. Elsewhere,.

## Vie professionnelle
Ina Fried est une journaliste spécialisée des sujets technologiques. Entre 2000 et 2010, elle écrit sur Microsoft dans le blog CNET Beyond Binary avant de travailler pour All Things Digital où elle couvre les sujets de la téléphonie mobile. Avant de rejoindre Crumpe en 2000, Ina Fried écrit pour Orange County Business Journal, Orange County Register et Bridge News. Pendant un temps, elle est membre du conseil d'administration, secrétaire nationale et vice-présidente nationale de la National Lesbian and Gay Journalists Association (NLGJA). Le 27 avril 2011, Ina Fried mène une interview exclusive avec le PDG Steve Jobs et d'autres dirigeants d'Apple au sujet de la controverse sur les données de localisation récupérées par l'iPhone. En 2018, elle écrit pour Axios.

## Récompenses et honneurs
À sa retraite du conseil national de la NLGJA lors de la convention nationale de la NLGJA en 2008 à Washington, DC, Fried reçoit à la fois un prix de service distingué et un prix de service distingué féminin.
Prix de journalisme :
- Trois fois lauréat du prix NewsBios /TJFR : NewsBios/TJFR « 30 journalistes d'affaires les plus influents de moins de 30 ans ».
- Prix Maggie de la Western Publications Association for Outstanding Editorial Content.
- Lauréat du prix d'excellence en journalisme de la Society of Professional Journalists (Northern California Chapter) : 2005 Breaking News (partagé), 2005 Feature Writing.
- Prix Sigma Delta Chi 2003 de la Society of Professional Journalists pour l'excellence en journalisme : Deadline Reporting (indépendant) : Ina Fried, CNET News, (partagée avec Rob Lemos) pour ses reportages sur les technologies vulnérable et la propagation du virus MSBlast[10].

Ina Fried figurait dans les listes 2014 et 2017 du magazine Advocate des 50 personnes LGBT les plus influentes dans les médias.